# Arnoldo Alemán
José Arnoldo Alemán Lacayo (sinh ngày 23 tháng 1 năm 1946) là Tổng thống thứ 81 của Nicaragua từ 10 tháng 1 tháng 1997 đến 10 tháng 1 năm 2002.

## Tiểu sử
Alemán sinh ra ở Managua và đã học tại Viện La Salle ở Managua. Cha ông là một luật sư nổi tiếng là người một cộng sự của nhà độc tài năm 1970 ở Nicaragua Anastasio Somoza Debayle và từng là bộ trưởng giáo dục dưới thời Somaza trong một thời gian, và gia đình họ sở hữu một trang trại trồng cà phê lớn ở phía nam của Managua.